# 英国アカデミー賞 脚本賞
英国アカデミー賞における脚本賞（BAFTA Award for Best Screenplay）は、1968年度から1982年度まで設置されていた。1983年度からはオリジナル脚本賞（Best Original Screenplay）と脚色賞（Best Adapted Screenplay）に分割された。

## 各年の受賞者と候補者

### 1960年代
- 1968年 - 『卒業』 - バック・ヘンリー、カルダー・ウィリンガム
  - 『If もしも....』 - デヴィッド・シャーウィン
  - 『冬のライオン』 - ジェームズ・ゴールドマン

- 1969年 - 『真夜中のカーボーイ』 - ウォルド・ソルト
  - 『さよならコロンバス』 - アーノルド・シュルマン
  - 『恋する女たち』 - ラリー・クレイマー
  - 『Z』 - コスタ＝ガヴラス、ホルヘ・センプルン

### 1970年代
- 1970年 - 『明日に向って撃て!』 - ウィリアム・ゴールドマン
  - 『ボブ&キャロル&テッド&アリス』 - ポール・マザースキー、ラリー・タッカー
  - 『ケス』 - バリー・ハインズ、ケン・ローチ、トニー・ガーネット
  - 『ひとりぼっちの青春』 - ジェームズ・ポー、ロバート・E・トンプソン

- 1971年 - 『恋』 - ハロルド・ピンター
  - Gumshoe - ネヴィル・スミス
  - 『日曜日は別れの時』 - ペネロープ・ギリアット
  - 『パパ/ずれてるゥ!』 - ミロス・フォアマン、ジョン・ガーレ、ジャン＝クロード・カリエール、ジョン・クライン

- 1972年 - 『ホスピタル』 - パディ・チャイエフスキー、『ラスト・ショー』 - ラリー・マクマートリー、ピーター・ボグダノヴィッチ
  - 『キャバレー』 - ジェイ・プレッソン・アレン
  - 『時計じかけのオレンジ』 - スタンリー・キューブリック

- 1973年 - 『ブルジョワジーの秘かな愉しみ』 - ルイス・ブニュエル、ジャン＝クロード・カリエール
  - 『ジャッカルの日』 - ケネス・ロス
  - 『探偵スルース』 - アンソニー・シェーファー
  - 『ウィークエンド・ラブ』 - メルヴィン・フランク、ジャック・ローズ

- 1974年 - 『チャイナタウン』 - ロバート・タウン、『さらば冬のかもめ』 - ロバート・タウン
  - 『ブレージングサドル』 - メル・ブルックス、ノーマン・スタインバーグ、アンドリュー・バーグマン、リチャード・プライヤー、アラン・ユーガー
  - 『カンバセーション…盗聴…』 - フランシス・フォード・コッポラ
  - 『ルシアンの青春』 - ルイ・マル、パトリック・モディアノ

- 1975年 - 『アリスの恋』 - ロバート・ゲッチェル
  - 『狼たちの午後』 - フランク・ピアソン
  - 『ジョーズ』 - ピーター・ベンチリー、カール・ゴッドリーブ
  - 『ナッシュビル』 - ジョーン・テュークスベリー

- 1976年 - 『ダウンタウン物語』 - アラン・パーカー
  - 『大統領の陰謀』 - ウィリアム・ゴールドマン
  - 『カッコーの巣の上で』 - ローレンス・ホーベン、ボー・ゴールドマン
  - 『サンシャイン・ボーイズ』 - ニール・サイモン

- 1977年 - 『アニー・ホール』 - ウディ・アレン、マーシャル・ブリックマン
  - 『ネットワーク』 - パディ・チャイエフスキー
  - 『ロッキー』 - シルヴェスター・スタローン
  - 『エクウス』 - ピーター・シェーファー

- 1978年 - 『ジュリア』 - アルヴィン・サージェント
  - 『未知との遭遇』 - スティーヴン・スピルバーグ
  - 『グッバイガール』 - ニール・サイモン
  - 『ウエディング』 - ジョン・コンシダイン、パトリシア・レズニック、アラン・ニコルズ、ロバート・アルトマン

- 1979年 - 『マンハッタン』 - ウディ・アレン、マーシャル・ブリックマン
  - 『チャイナ・シンドローム』 - マイク・グレイ、T・S・クック、ジェームズ・ブリッジス
  - 『ディア・ハンター』 - デリック・ウォッシュバーン
  - 『ヤンクス』 - コリン・ウェランド、ウォルター・バーンスタイン

### 1980年代
- 1980年 - 『チャンス』 - ジャージ・コジンスキー
  - 『フライングハイ』 - ジム・エイブラハムズ、デヴィッド・ザッカー、ジェリー・ザッカー
  - 『エレファント・マン』 - クリストファー・デヴォア、エリック・バーグレン、デヴィッド・リンチ
  - 『クレイマー、クレイマー』 - ロバート・ベントン

- 1981年 - 『グレゴリーズ・ガール』 - ビル・フォーサイス
  - 『アトランティック・シティ』 - ジョン・グェア
  - 『炎のランナー』 - コリン・ウェランド
  - 『フランス軍中尉の女』 - ハロルド・ピンター

- 1982年 - 『ミッシング』 - コスタ＝ガヴラス、ドナルド・E・スチュワート
  - 『E.T.』 - メリッサ・マシスン
  - 『ガンジー』 - ジョン・ブライリー
  - 『黄昏』 - アーネスト・トンプソン